# Stadio Dinamo (Machačkala)
Lo stadio Dinamo (ufficialmente in russo Центральный Махачкалинский Стадион «Динамо»?, Central'nyj Machačkalinskij Stadion «Dinamo») è uno stadio di calcio della città di Machačkala, in Russia.
L'Anži ha giocato qui le sue partite casalinghe dal 1991 al 2003 e a ripreso a farlo nel 2024 con la rifondazione.